# DFB-Supercup 1991
DFB-Supercup 1991 byl pátý ročník každoročně pořádané soutěže zvané DFL-Supercup. Unikátní je, že vzhledem k tomu, že Německo bylo právě sjednoceno, soutěže se místo obvyklých dvou zúčastnily čtyři týmy: vítězové Bundesligy a DFB-Pokalu z předchozí sezóny 1. FC Kaiserslautern a Werder Brémy, k nim se připojily jejich protějšky z východu. FC Hansa Rostock vyhrála jak DDR-Oberligu, tak FDGB-Pokal, takže čtvrté účastnické místo připadlo poraženému finalistovi poháru, kterým byl Eisenhüttenstädter FC Stahl.
Oba západní týmy postoupily do finále, ve kterém Kaiserslautern ve finále konaném 6. srpna 1991 na Niedersachsenstadionu v Hannoveru porazil Werder Brémy 3:1.

## Zúčastněné týmy
Do soutěže se kvalifikovali vítězové ligových a pohárových soutěží západního a východního Německa.
|              | Západ                | Výsledek | Východ                      |
| ------------ | -------------------- | -------- | --------------------------- |
| Vítěz ligy   | 1. FC Kaiserslautern | 2:1      | FC Hansa Rostock            |
| Vítěz poháru | Werder Bremen        | 1:0      | Eisenhüttenstädter FC Stahl |

## Finálový zápas
| 6. 8. 1991 20:00 SELČ      |               |              |                                                                           |
| 1. FC Kaiserslautern       | 3 : 1 (1 : 0) | Werder Brémy | Niedersachsenstadion, Hannover diváci: 8 000 rozhodčí: Wolf-Günter Wiesel |
| Degen 27', 65' Winkler 90' | Report        | 88' Rufer    | Niedersachsenstadion, Hannover diváci: 8 000 rozhodčí: Wolf-Günter Wiesel |